# 목욕 가운

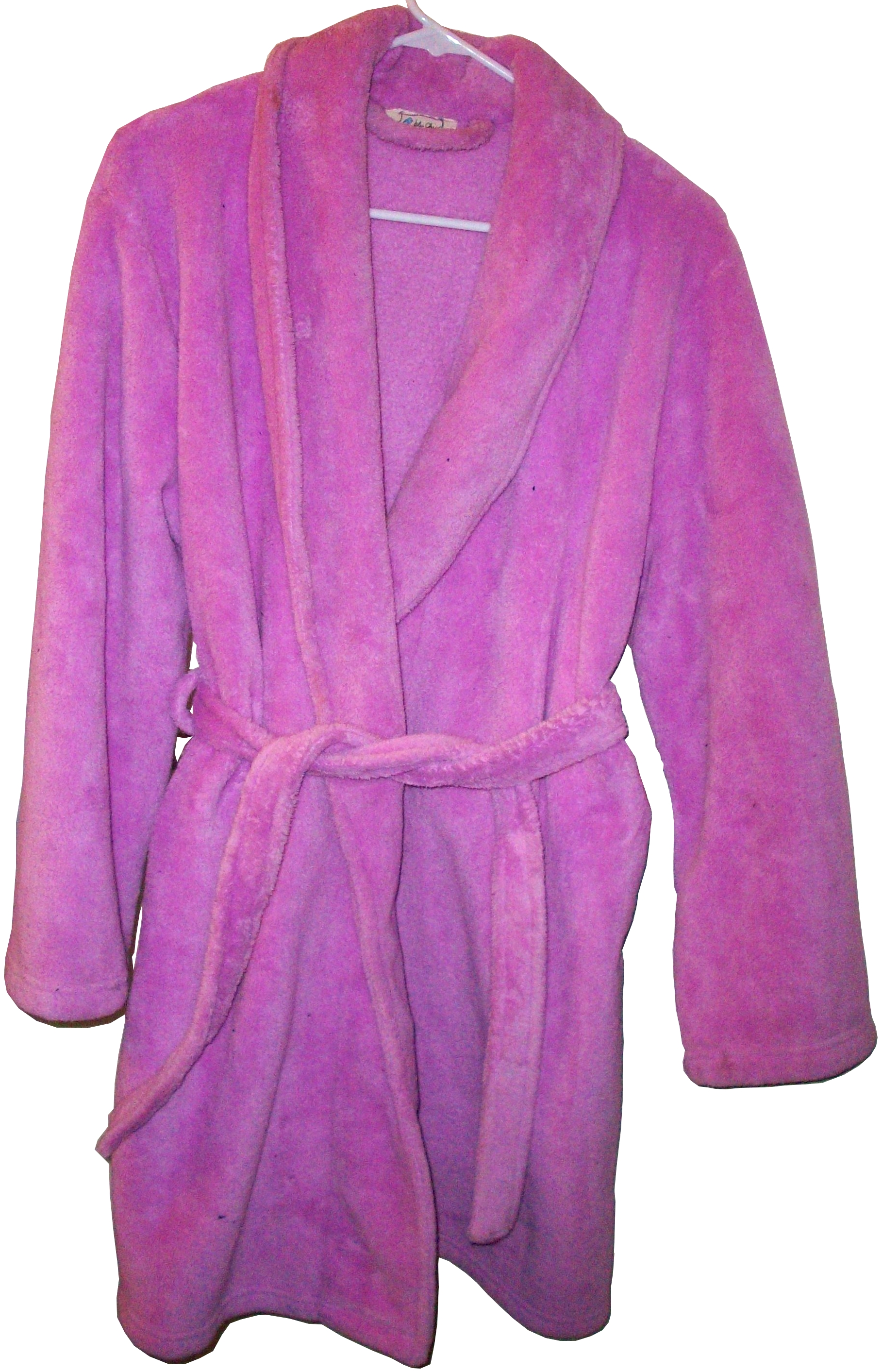
목욕 가운

목욕 가운은 의류의 종류 중 하나로, 주로 목욕 후 착용한다. 종종 몸을 씻은 후나 수영장 주변에서 사람들이 입는 헐렁한 겉옷이다. 목욕 가운은 매우 비공식적인 옷으로 간주되며 일상복과 함께 착용하지 않는다.
목욕 가운은 수건이나 기타 흡수성 천으로 만든 드레싱 가운으로 착용자의 몸이 젖어 있을 때 입을 수 있으며, 즉시 완전히 옷을 입을 필요가 없을 때 수건과 몸을 가리는 역할을 한다.

## 같이 보기
- 토가
- 아서 덴트